# Fred Vargas

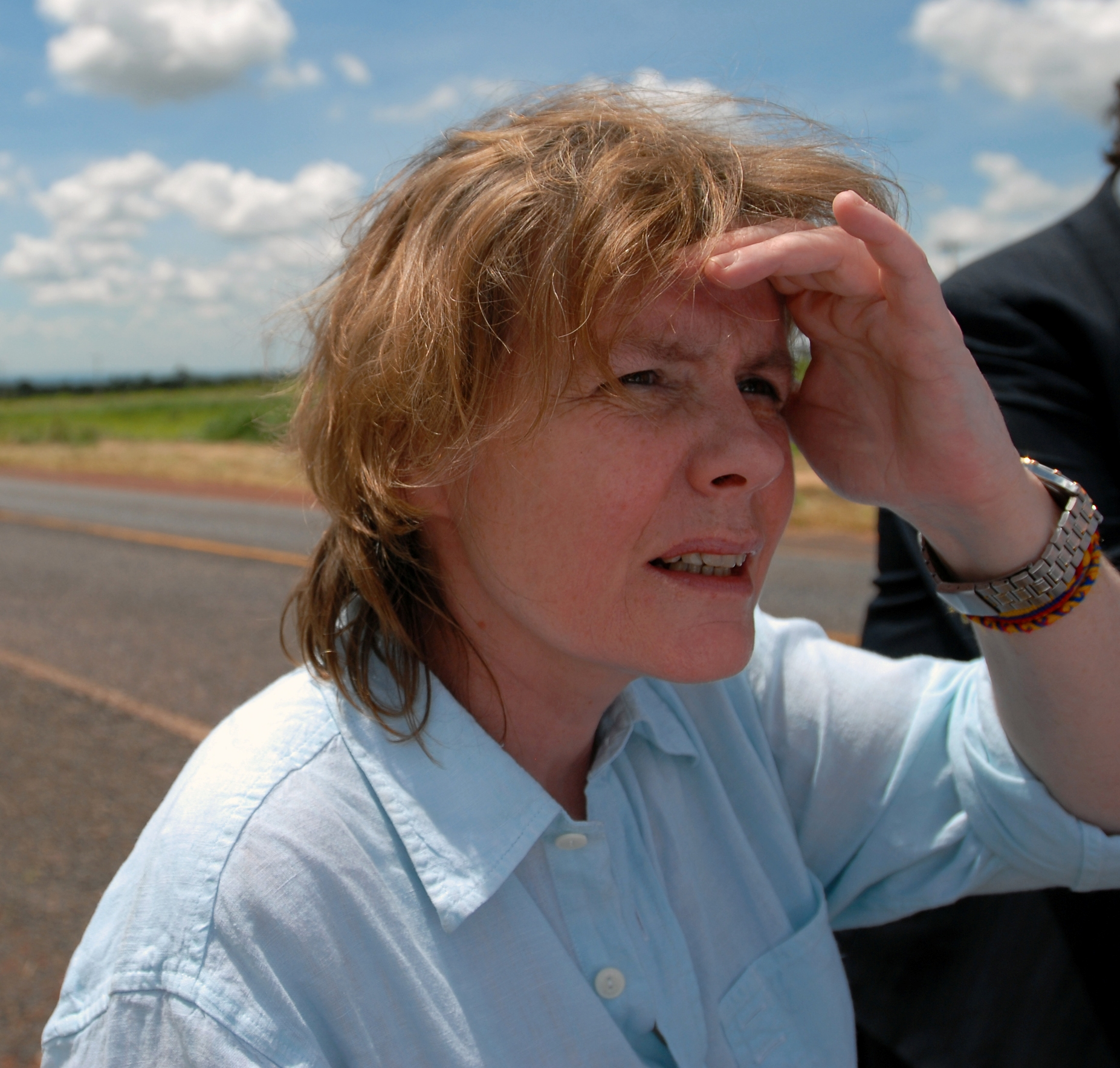
Fred Vargas, 2009

Fred Vargas, pseudonym för Frédérique Audouin-Rouzeau, född 7 juni 1957 i Paris, Frankrike, är en fransk historiker, arkeolog och författare.
Audouin-Rouzeau arbetar inom arkeologisk zoologi med medeltiden som specialitet vid Centre national de la recherche scientifique i Paris. Hon är dotter till kulturjournalisten Philippe Audoin, tvillingsyster till målaren Joëlle Audouin-Rouzeau och syster till historikern Stéphane Audoin-Rouzeau. 1986 debuterade hon med romanen Les jeux de l'amour et de la mort. Hon har sedan dess skrivit en serie bästsäljande och prisbelönade polisromaner med kommissarie Jean-Baptiste Adamsberg som huvudperson och medeltidsspecialisten Marc Vandoosler som en viktig biperson.
2004 utgav Vargas La vérité sur Cesare Battisti, om den tidigare militanta italienska vänster-aktivisten och nuvarande kriminalförfattaren Cesare Battisti som gick under jorden efter att ha blivit utvisad. Battisti fick 1985 asyl i Frankrike, men blev 1993 av en italiensk domstol dömd för fyra mord begångna under 1970-talet. Vargas startade en privat efterforskning som resulterade i att hon ansåg sig kunna bevisa att Battisti var oskyldig. Därefter blev hon ledare för en kommitté som förde Battistis sak. Hon hävdar att hon på grund av sitt arbete med Battisti-fallet har blivit utsatt för telefonavlyssning och övervakning.

### Utgivet på svenska
- Budbäraren, 2004 (Pars vite et reviens tard)
- Mannen som vände insidan ut, 2005 (L'homme à l'envers)
- I de eviga skogarna, 2009 (Dans les bois éternels)
- Okänd kontinent, Sekwa förlag, 2012 (Un lieu incertain)
- Spökryttarna från Ordebec, Sekwa förlag, 2013 (L'armée furieuse)
- Cirkeltecknaren, Sekwa förlag, 2015 (L'homme aux cercles bleus)'
- Istider, Sekwa förlag, 2016 (Temps glaciaires)
- Den instängdas blick, Sekwa förlag, 2018 (Quand sort la recluse)

## Priser och utmärkelser
- The Duncan Lawrie International Dagger 2006 för The Three Evangelists
- The Duncan Lawrie International Dagger 2007 för Wash this Blood Clean from my Hand
- The CWA International Dagger 2009 för The Chalk Circle Man
- The CWA International Dagger 2013 för Ghost Riders of Ordebec (delade priset med "Alex" av Pierre Lemaitre)